# Tata Teleservices
Tata Teleservices Limited — приватна індійська телекомунікаційна компанія. Компанія переважно належить Tata Group, 26 % — NTT DoCoMo і 8 % — К. Сівасанкарану. Компанія діє під власною торговою маркою Taga Indicom та з 2008 року під марками Tata DoCoMo (спільно з NTT DoCoMo) і Virgin Mobile (франчиза Virgin Group). Послуги компанії включають стільниковий телефонний зв'язок в стандарті CDMA, інтернет і телебачення.